# AK-130
AK-130 130mm連装速射砲とは、旧ソ連で開発され、1980年より配備が開始された艦砲システム。

## 開発
1135型（クリヴァク型フリゲート）の主砲を目的に、POアーセナルによって1967年より開発が始まり、当初は単装のA-217として計画され、傘下の設計局ではZIF-92（後にZIF-94-1）と呼ばれていた。しかし1969年10月の技術案完成とともに作られた試作砲では、単装では60発/分という要求性能を達成できないことが判明し、かつ砲塔重量が10tほど過大であったため、クリヴァク型への搭載は諦め、キーロフ級に搭載する連装砲に設計変更された。連装型はメーカー呼称でA-218/ZIF-94と呼ばれており、砲身をはじめとして多くの部分がA-217から引き継がれるかたちで開発された。
試作砲の試験は1976年から始まった。1980年にはAK-130を初めて装備したソヴレメンヌイ級駆逐艦が就役したが、このときAK-130は未だ試験中であり、キーロフ級ミサイル巡洋艦1番艦「キーロフ」の竣工には間に合わなかった。結局、ソヴレメンヌイ級駆逐艦の就役から5年も経った1985年11月にようやくAK-130として制式化された。

## 構造
本砲システムは、130 mm口径・70口径長の砲を2門、自動化された砲塔に配した艦載用両用砲システムである。大口径の艦載両用砲システムという点では、アメリカ製のMk.42 5インチ単装速射砲、イタリア製のオート・メラーラ 127 mm単装速射砲（127/54コンパット）と比せられるべきものであるが、これらよりも大口径・長砲身であるために高初速・長射程であり、また、連装であるために発射速度にも優れている。砲塔は完全に自動化されており、180発の即応弾を有する。砲塔内には3つの装填ドラムがあり、それぞれF-44調整破片弾、ZS-44対空弾、ZS-44R対空弾を装填することで、3種類の砲弾を即時に交換できるようになっている。ドラムから砲への装填機構は、A-217では複雑で重量増加の原因となっていたが、AK-130では改設計により大幅な軽量化に成功している。820発の砲弾を格納する弾庫から砲塔への給弾は、最大2発の砲弾を揚弾出来る揚弾機で行ない、揚弾機から直接砲へ装填することも可能である。
多くの場合、アメチスト設計局が設計したMP-184射撃指揮装置と連接されて、射撃指揮を受ける。MP-184はデュアル・バンド・レーダーと低光量TV、レーザー測距儀などを搭載し、有効距離は砲の最大射程をしのぐ75 km (41 nm)、総重量は8 tに至る。
なお、本砲システムでは、砲弾の装填から発射まで完全に自動化されているため、しばしば自動連装砲とも表記される。また、高発射速度を実現するために砲身は水冷式とされているが、これらの特質は、アメリカのMk.42やイタリアの127/54コンパット砲と同様である。

## 搭載艦船

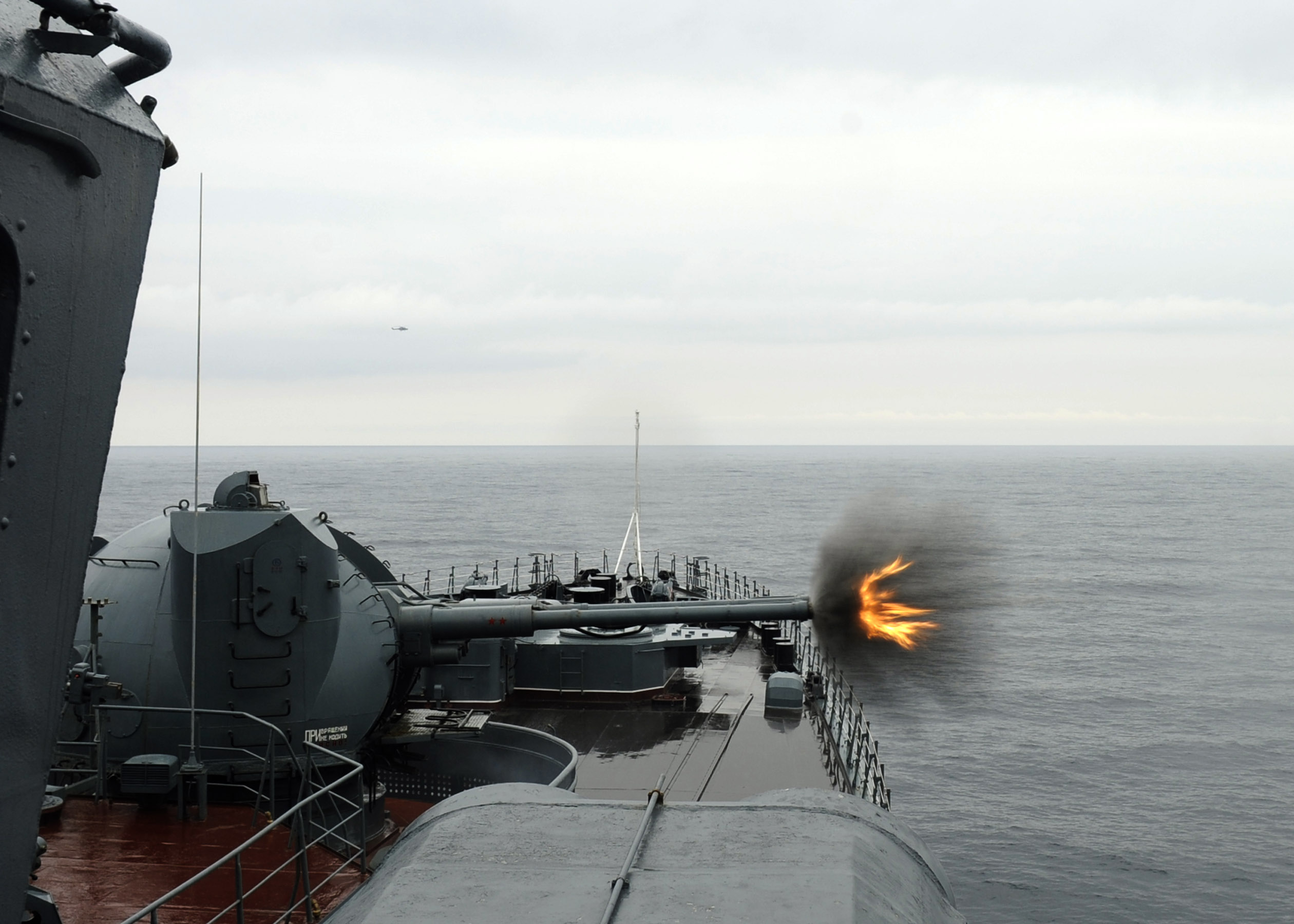
発砲した瞬間のウダロイII級駆逐艦「アドミラル・チャバネンコ」のAK-130（2011年6月29日）

- キーロフ級ミサイル巡洋艦：後部×1基（2 - 4番艦のみ）
- スラヴァ級ミサイル巡洋艦：前甲板×1基
- ウダロイII級駆逐艦：前甲板×1基
- ソヴレメンヌイ級駆逐艦：前甲板と後部にそれぞれ1基ずつ、計2基を搭載

## 派生型
- A-222 130mm自走沿岸砲：AK-130の単装砲身型であるZIF-94-1を搭載した自走砲